# Glider (Game of Life)

Glider

Een glider is een patroon in de Game of Life van John Conway dat zich voortbeweegt over het raster (grid). Het is ontdekt door Richard Guy. Het is het kleinste voortbewegende patroon (ook spaceships genoemd) in de Game of Life. Om de vier iteraties heeft het patroon zich 1 cel verplaatst over het grid. De glider ontstaat vaak uit willekeurige configuraties (toestanden) van de cellulaire automaat.
Gliders zijn van belang in de Game of Life aangezien ze gemakkelijk te maken zijn, ze kunnen andere patronen raken om meer complexe patronen te produceren en ze kunnen worden gebruikt om informatie te versturen over grote afstanden.
De Amerikaanse programmeur Eric Raymond heeft het patroon voorgesteld als symbool voor hackers, aangezien:
- de glider rond dezelfde tijd is ontstaan als Unix en internet
- de Game of Life de interesse wekt van hackers.

## Animaties

Een voortbewegende glider
Een glider gun; een patroon dat gliders afschiet